# Черниговский профессиональный колледж экономики и технологий
Черниговский профессиональный колледж экономики и технологий — обособленное структурное подразделение национального университета «Черниговская политехника» и учебное заведение в городе Чернигов, которое осуществляет подготовку специалистов по пищевым технологиям, экономике и праву.
Создан в 1966 году как самостоятельное учебное заведение под названием «Черниговский техникум советской торговли», 1991-2011 годы — «Черниговский коммерческий техникум». В 2011 году вошёл в состав национального университета «Черниговская политехника» как структурное подразделение.

## История
20 мая 1966 года был создан «Черниговский техникум советской торговли», приказом Министерства торговли УССР № 21 от 20.05.1966, согласно постановлению Совета Министров УССР № 204 от 23 февраля 1962 года («Про заходи по покращенню підготовки кадрів для торгівлі і громадського харчування в Українській РСР»). 
Техникум готовил специалистов по специальностям: технология приготовления еды; товароведение и торговля непродовольственными товарами; товароведение и торговля продовольственными товарами. Имелись дневное и заочное отделения. В 1978-1982 годы техникум также готовил специалистов по специальности бухгалтерский учёт в торговле. Всего техникум подготовил 8,5 тысяч специалистов. Техникум имеет актовый и спортивный залы, 15 кабинетов, 3 лаборатории, столовую, общежитие на 340 мест. Книжный фонд библиотеки насчитывает 35,4 тыс. экземпляров.
19 сентября 1991 года «Черниговский техникум советской торговли» был переименован на «Черниговский коммерческий техникум», согласно приказу Министерства торговли Украины № 91 от 19.09.1991. Директором стал Владимир Викторович Иванченко. С 2006 года директор — Михаил Викторович Сокол. 
11 августа 2011 года «Черниговский коммерческий техникум» был присоединён к «Черниговскому государственному технологическому университету» как структурное подразделение со статусом колледж под названием колледж экономики и технологий, согласно приказу Министерства образования и науки, молодежи и спорта Украины № 971 от 11.08.2011. 28 мая 2020 года колледж экономики и технологий ЧНТУ был переименован на обособленное структурное подразделение Профессиональный колледж экономики и технологий Национального университета «Черниговская политехника», согласно приказу Министерства образования и науки Украины № 705  от 28.05.2020 («Щодо перейменування відокремлених структурних підрозділів Чернігівського національного технологічного університету»).

## Описание
В состав колледжа входят технологическое, экономическое и правовое отделения, 7 цикловых комиссий. За годы существования заведения было подготовлено свыше 16 тысяч специалистов для торговли и гостинично-ресторанного хозяйства. Подготовка младших специалистов и профессиональных младших бакалавров в колледже осуществляется на базе полного общего и базового общего среднего образования на дневной и заочной формах обучения. Общий лицензированный объём подготовки студентов составляет 555 человек. Ведётся подготовка специалистов по специальностям: пищевые технологии, гостинично-ресторанное дело, экономика, маркетинг; финансы, банковское дело и страхование; социальная работа, право; предпринимательская деятельность, торговля и биржевая деятельность.  